# Trabzon (district)
Trabzon is een Turks district in de provincie Trabzon en telt 292.513 inwoners (2007). Het district heeft een oppervlakte van 188,9 km². Hoofdplaats is Trabzon.
De bevolkingsontwikkeling van het district is weergegeven in onderstaande tabel.
| 1997    | 2000    | 2007    |
| ------- | ------- | ------- |
| 239.663 | 283.233 | 292.513 |